# Мур, Грег
Грег Уи́льям Мур (англ. Greg William Moore, 22 апреля 1975, Нью-Уэстминстер, Британская Колумбия, Канада — 31 октября 1999, Фонтана, Калифорния, США) — канадский автогонщик.

## Биография

### Начало карьеры и ранний период
Мур родился в Нью-Вестминстере, провинция Британская Колумбия. Жил в пригороде Ванкувера.
Его карьера началась с картинга, в 1989 и 1990 он выиграл чемпионат North American Enduro Kart. Некоторое время играл в хоккей в одной команде с Полом Кария.
Свой номер 99 он получил ещё в начале своей карьеры в картинге и в будущем использовал его на машинах в серии CART. Хотя он был фанатом хоккея, номер 99 не имеет отношения к номеру канадского хоккеиста Уэйна Гретцки.
В 1991 году пришёл в чемпионат Esso Protec Formula Ford 1600, где был назван Новичком Года, выиграл одну гонку и завершил чемпионат четвёртым. В 1992 году он выиграл четыре гонки и занял четыре поул-позиции.
Он был также чемпионом серии USAC Formula 2000 West и Новичком Года в ней.
В следующем году Грэг начал гоняться в серии Indy Lights. Несмотря на недостаток финансирования, в 1993 году он был девятым по итогам сезона. В 18 лет, он стал самым молодым пилотом выигрывавшим гонки под эгидой CART, когда в 1994 он выиграл первую гонку сезона Indy Lights в Финиксе. В том сезоне он выиграл три гонки и закончил чемпионат третьим.
Грэг присоединился к команде Player’s Forsythe и выиграл в 1995 году чемпионат Indy Lights с потрясающим результатом, выиграв 10 из 12 гонок, причем пять из них подряд.

## Выступление в мировой серии CART

### Сезон 1996 года
В возрасте 20 лет, в составе Player’s Forsythe Мур стал быстро подниматься к вершине. В свой дебютный сезон он финишировал вторым на этапе в Назарете, третьим в Кливленде и четвёртым в Торонто. Мур закончил сезон 9-м с 84 очками.

### Сезон 1997 года
Новый сезон начался для Грэга хорошо, он финишировал вторым в гонках в Голд Кост в Австралии и Рио-де-Жанейро.
В 7-й гонке сезона Мур стал самым молодым гонщиком в истории Индикара победившем в гонке. Он сделал это в июне 1997-го в Милуоки, в возрасте 22-х лет, опередив Майкла Андретти. Неделю спустя, Мур одержал вторую победу в карьере в драматичной гонке в Детройте, где перед последним кругом шёл третьим, но в итоге опередил оба автомобиля команды PacWest Racing в составе Маурисио Гужельмина и Марка Бланделла из за того что у обоих кончилось топливо. В итоге, сезон Грэг закончил 7-м со 111-ю очками.

### Сезон 1998 года
На старте сезона, в первых 4-х гонках Грэг финишировал в первой пятёрке. В 5-й гонке, в Рио-де-Жанейро Мур боролся с Алексом Занарди за победу, но упустил её. Позже, на этапе в Мичигане, он опередил Занарди и Джимми Вассера и выиграл гонку, а вместе с ней Кубок Вандербилта. Эта победа была омрачена гибелью трёх зрителей, ранее в тот же гоночный уик-энд, когда оторвавшееся колесо улетело на трибуны. В итоге, Грэг закончил сезон 5-м со 141 очком.

### Сезон 1999 года
Сезон 99' начался для Мура с победы в Хомстиде. Это была его пятая и последняя победа в серии CART.
Он был в вершине турнирной таблицы в начале чемпионата, но неконкурентоспособный двигатель Mercedes и плохие результаты вели к тому что он снова не станет чемпионом. Так как 1999 год был последним годом в Player’s-Forsythe ввиду окончания контракта, Мур начал подыскивать себе новое место. Ближе к концу сезона 1999 года, на этапе в Хьюстоне, он объявил что подписал контракт с командой Marlboro Team Penske, управляемой Роджером Пенске, и будет выступать за неё начиная с сезона 2000 года.

## Гонка Marlboro 500 99'. Трагическая гибель
31 октября 1999 года на трассе Auto Club Speedway в Южной Калифорнии должна была состояться последняя гонка сезона Мировой Серии CART. Это должна была быть последняя гонка Мура  в составе Player’s Forsythe, команды, за которую он провёл предыдущие 5 сезонов. В этой гонке должна была решиться судьба титула, за который боролись Хуан-Пабло Монтойя и Дарио Франкитти.
Во время гоночного уик-энда, Грэг был сбит на своём скутере автомобилем из паддока и повредил правую руку. Неуверенные что Мур сможет принять участие в гонке, Player’s Forsythe приготовили ему на замену Роберто Морено, но после медицинского обследования было принято решение что Грэг все таки примет участие в заезде.
После раннего рестарта, на девятом круге Мур потерял контроль над машиной при выходе из поворота и вылетел на траву в полосу безопасности на скорости более 200 миль в час. Машина перевернулась и на огромной скорости врезалась в бетонное ограждение. Гонщик получил тяжелые травмы головы, шеи и многочисленные внутренние повреждения и был отправлен на вертолёте в медицинский центр Loma Linda, где и скончался.
Гонку выиграл Адриан Фернандез, а о смерти Мур было объявлено после окончания заезда. Были отменены все празднования по случаю победы в гонке и окончания чемпионата. Вторую машину, которой управлял Патрик Карпентье, прямо посреди гонки попросили вернуться в боксы и сняли с заезда. Традиционный банкет CART по случаю окончания сезона должен был состояться следующей ночью, но его формат был изменён в знак уважения к семьям Грэга Мура и Гонсало Родригеса, другого пилота CART, погибшего в этом же сезоне в аварии на трассе Лагуна-Сека.

### После смерти
Панихида проходила в родном городе Грэга и её посетило более 1500 человек. Церковь была заполнена до отказа, поэтому снаружи были размещены ТВ-мониторы для тех кто не смог попасть внутрь, но хотел наблюдать происходящее внутри.
После аварии были внесены изменения в схему трассы Auto Club Speedway, которые не должны были допустить повторения подобных инцидентов, а руководство CART пришло к решению о необходимости применения систем защиты шеи и головы гонщика, например таких как HANS.

## Наследие
Номер 99, принадлежавшей Муру, был навечно закреплён за ним руководством CART в знак памяти, а также была учреждена награда Greg Moore Legacy Award, вручаемая молодым пилотам, так же как Грэг Мур показывающим своё стремление и упорство на гоночной трассе. Но после объединения Индикара в 2008 году он был восстановлен в обращение и принадлежал Таунсенду Беллу, Алексу Ллойду и Уэйду Каннингему.
Посмертно включён в Канадский зал славы автоспорта в 2000 году.
Дарио Франкитти был близким другом Мура. Свою победу в Ванкувере в 2002 году шотландец посвятил именно ему.
Мемориальные доски в честь Мура висят в школах, которые он посещал. Молодёжный центр Maple Ridge, открытый в 2003 также был назван в честь Грэга Мура. Отец Рик Мур ведёт активную деятельность посредством его фонда Greg Moore Foundation.